# Dagmar Aaen
Le Dagmar Aaen est un ancien haikutter (de) (bateau de pêche typique du Danemark). Il appartient depuis 1988 à Arved Fuchs, explorateur polaire et écrivain allemand, qui l'a reconverti en bateau d'expédition polaire.
Son port d'attache actuel est  Wewelsfleth au Schleswig-Holstein.

## Histoire
Le Haikutter Dagmar Aaen a été construit en 1931 au chantier naval N.P. Jansen à Esbjerg au Danemark pour le capitaine de pêche danois Mouritz Aaen. Ce cotre typique de pêche, portant le nom de la femme du premier propriétaire, fut utilisé pour la pêche en Atlantique Nord et en mer du Nord jusqu'en 1977. Il fut réalisé en planches de chêne de 6 cm sur une armature de chêne très serrée et des cloisons étanches pour pouvoir résister à la navigation hivernale au Groenland, dans les fjords et baies pris par les glaces. Le célèbre explorateur polaire groenlandais Knud Rasmussen avait choisi ce même type de bateau pour ses navigations polaires.
Acquis par Nils Bach, il est reconverti en voilier-école et navigue pour la jeunesse de 1977 à 1988.
En 1988 Arved Fuchs achète ce bateau pour ses propres expéditions. Jusqu'en 1990 il subit une refonte au chantier naval danois Skibs & Bædebyggeri de Christian Johnson à  Egernsund avec un renforcement de sa coque en aluminium de 6 mm et une amélioration de ses infrastructures.
Le Dagmar Aaen a participé à la Sail Flensburg et à la Cutty Sark en 2000, à de nombreuses  Rum-Regatta (de)  et à Brest 2008 (Fêtes maritimes de Brest)

## Les expéditions d'Arved Fuchs
Chaque année, depuis 1991, le Dagmar Aaen propose des expéditions scientifiques ou de formation
- 1991 : Svalbard - Archipel François-Joseph
- 1992 : Arctique sibérien
- 1993 : Passage du Nord-Ouest (1re fois): le Dagmar Aaen est le premier voilier à franchir cette voie de 1500 km d'est en ouest sans l'aide d'un brise-glace soviétique
- 1994 : Alaska - Îles Aléoutiennes - Canada
- 1995 : Pacifique Sud - Patagonie - Cap Horn
- 1996 : Circumnavigation du continent américain
- 1997 : Spitzberg
- 1998 : Hibernage au Groenland oriental
- 1999 : Navigation de formation autour de l'Écosse
- 2000 : Océan Austral en double avec le James Caird II[1] (Expédition Endurance de Ernest Shackleton 1914-1917)
- 2001 : Navigation de formation en Mer Baltique et Scandinavie
- 2002 : Passage du Nord-Est (1re fois) Hambourg-Dickson-Dutch Harbor
- 2003 : Passage du Nord-Ouest (2e fois) Aller Dutch Harbor-Aléoutiennes-Cambridge Bay
- 2004 : Passage du Nord-Ouest (3e fois) Retour de Cambridge Bay vers Dutch Harbor
- 2006 : Groenland Est Flensburg-Daneborg-Kiel
- 2007 : Circumnavigation de l'archipel du Spitzberg
- 2008 : Navigation de formation Flensburg-Irlande-Brest
- 2009 : Navigation de formation Pôle Nord en hibernage à Upernavik
- 2010 : Navigation de formation Atlantique Nord (Upernavik - Terre-Neuve - Nouvelle-Écosse - Dingle (Irlande) - Hébrides - Fair Isle - Hambourg)
- 2011 : Navigation de formation Groenland Nord (Flensburg - Húsavík - Scoresbysund - Húsavík - Flensburg)
- 2012 : Navigation de formation Îles Lofoten (Flensburg - Bergen - Ålesund - Lofoten - Tromsø)
- 2013 : Navigation de formation Spitzberg (Tromsø - Vardø - Mourmansk - Vardø - Longyearbyen - Flensburg)
- 2014 : Navigation de formation Pittarak (Flensburg - Reykjavik - Jacobsen Fjord - Scoresbysund - Tasiilaq - Ísafjörður - Flensburg)
- 2015 :